# Günter Heyden
Günter Heyden (* 16. Februar 1921 in Stargard; † 21. Januar 2002 in Berlin) war ein deutscher marxistisch-leninistischer Philosoph, Funktionär und Windsurfer. Er war Direktor des Instituts für Marxismus-Leninismus beim Zentralkomitee der SED.

## Leben und Wirken
Heyden, Sohn eines Ofensetzermeisters, besuchte die Volksschule und erlernte ebenfalls den Beruf des Ofensetzers. Anschließend war er im Beruf tätig. Von Februar 1941 bis März 1945 leistete er Kriegsdienst und war zunächst in amerikanischer, dann bis Dezember 1949 in sowjetischer Kriegsgefangenschaft. Während der Gefangenschaft besuchte er die Zentrale Antifaschule 2040.
Nach seiner Rückkehr 1950 in die DDR wurde er Mitglied der Sozialistischen Einheitspartei Deutschlands (SED). Er lehrte 1950/51 an der FDGB-Schule Beesenstedt, zuletzt war er dort stellvertretender Schulleiter. Von 1952 bis 1956 studierte er am Institut für Gesellschaftswissenschaften (IfG) und promovierte dort zum Dr. phil. Anschließend lehrte er an diesem Institut bis 1957 als Dozent, von 1957 bis 1964 und von 1966 bis 1969 als Leiter des Lehrstuhls für Marxistisch-Leninistische Philosophie. Von 1965 bis 1967 arbeitete er als stellvertretender Direktor des Instituts für Meinungsforschung beim ZK der SED und war Mitglied der Agitationskommission des Politbüros des ZK. 1962 wurde er am IfG zum Professor für Historischen Materialismus  und 1966 zum Professor mit Lehrstuhl für Philosophie berufen. Von 1964 bis 1968 leitete Heyden die Sektion für Philosophie der Akademie der Wissenschaften der DDR. 1969 wurde er zum ordentlichen Professor berufen und war bis Dezember 1989 Direktor des Instituts für Marxismus-Leninismus beim Zentralkomitee der SED. Er leitete die Redaktionskommission der Marx-Engels-Gesamtausgabe auf deutscher Seite.
Von 1956 bis 1987 war er Mitglied des Redaktionskollegiums der Deutschen Zeitschrift für Philosophie, von 1976 bis 1989 war er zudem Mitglied des Redaktionskollegiums der SED-Zeitschrift Einheit. Von 1981 bis 1989 gehörte Heyden der Zentralen Revisionskommission der SED an.
Heyden war DDR-Meister im Brettsegeln und veröffentlichte später mehrere Bücher zu diesem Sport.

## Publikationen
- Die deutsche Geopolitik, eine faschistische Richtung in der bürgerlichen Soziologie. Institut für Gesellschaftswissenschaften beim ZK der SED, Berlin 1956 (Dissertation).
- Geopolitik – ideologische Kriegsvorbereitung in Westdeutschland. Urania, Leipzig 1956.
- Kritik der deutschen Geopolitik. Wesen und soziale Funktion der reaktionären soziologischen Schule. Dietz, Berlin 1958. (2. Auflage, 1959; Übersetzungen ins Russische, Tschechische und Rumänische).
- (zusammen mit Horst Ullrich): Heilige Himmel – unheilige Raketen. Urania, Leipzig 1958 (2. Auflage, 1960).
- (zusammen mit Horst Ullrich): Im Namen Gottes. Verlag Neues Leben, Berlin 1959.
- (zusammen mit Matthäus Klein, Alfred Kosing): Philosophie des Verbrechens: Gegen die Ideologie des deutschen Militarismus. Deutscher Verlag der Wissenschaften, Berlin 1959 (Übersetzung ins Tschechische).
- (zusammen mit Albert Pietschmann): Der Grundwiderspruch in Deutschland. Dietz, Berlin 1961 (2., überarbeitete und erweiterte Auflage 1962; 3. Auflage, 1965).
- Geopolitik des Krieges. Urania, Leipzig/Jena/Berlin 1962.
- Sozialismus, Wissenschaft, Produktivkraft. Über die Rolle der Wissenschaft beim umfassenden Aufbau des Sozialismus in der DDR. Dietz, Berlin 1963.
- Verbrechen ohne Chance: Gegen die Ideologie des Antikommunismus. Dietz, Berlin 1967.
- Brettsegeln. Sportverlag, 1982.
- Einführung in Lenins Schrift „Was sind die ‚Volksfreunde’ und wie kämpfen sie gegen die Sozialdemokraten?“. Hrsg. von Bernhard Jahnel, Helga Kanzig, Renate Leuschner und Wolfgang Schneider. Dietz, Berlin 1977 (5. Auflage, 1988).
- Einführung in Lenins Schrift „Was tun?“. Dietz, Berlin 1982 (4. Auflage, 1988).
- Funboard-Surfen. Sportverlag, 1990, ISBN 978-3-328-00327-4.

### Herausgeberschaften
- (zusammen mit Karl A. Mollnau, Horst Ullrich): Wegweiser zum Atheismus: Vom Jenseits zum Diesseits. Urania, Leipzig/Jena 1959–1962 (3 Bände).
- Wissenschaft contra Spekulation. Akademie, Berlin 1964
- Gesellschaftsprognostik. Probleme einer neuen Wissenschaft. Deutscher Verlag der Wissenschaften, Berlin 1967 (2. Auflage, 1968).
- Die philosophische Lehre von Karl Marx und ihre aktuelle Bedeutung. Deutscher Verlag der Wissenschaften, Berlin 1968.
- Ideologie des Sozialdemokratismus in der Gegenwart. Staatsverlag der DDR 1971 (Lizenzausgabe: Verlag Marxistische Blätter, Frankfurt am Main 1972).
- KPdSU und SED – internationale Zusammenarbeit in Geschichte und Gegenwart. Dietz, Berlin 1987.

## Auszeichnungen
- Vaterländischer Verdienstorden in Gold (1981)
- Nationalpreis der DDR I. Klasse für Wissenschaft und Technik (1981)
- Karl-Marx-Orden (1986)